# Nicholas Wilson, Lord Wilson of Culworth

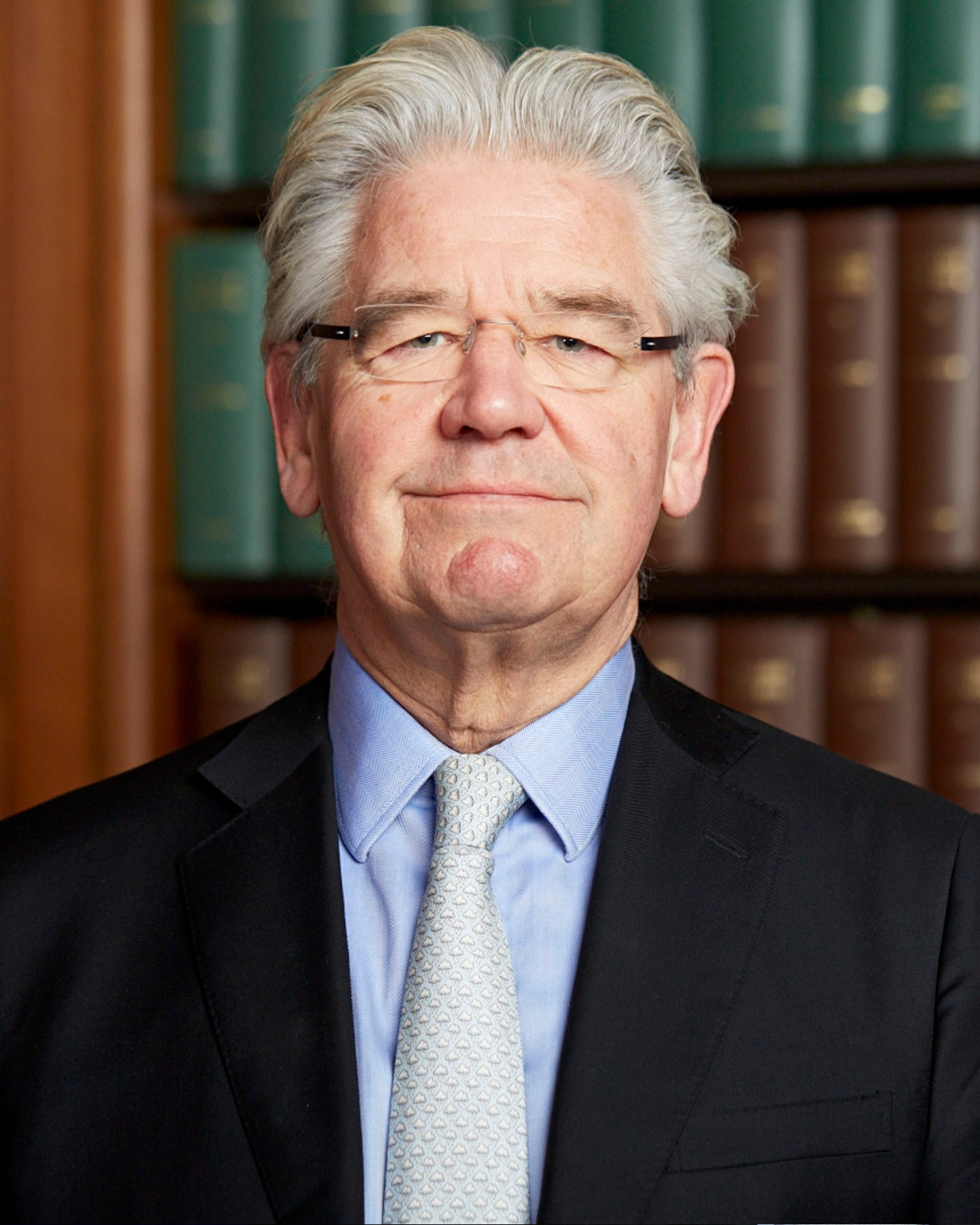
Nicholas Wilson, Lord Wilson of Culworth

Nicholas Allan Roy Wilson, Lord Wilson of Culworth Kt PC QC (* 9. Mai 1945) ist ein britischer Jurist und war von 2011 bis 2020 Richter am Obersten Gerichtshof des Vereinigten Königreichs.

## Leben
Wilson absolvierte nach dem Schulbesuch ein Studium der Rechtswissenschaften am Worcester College der University of Oxford. Nach Abschluss des Studiums erhielt er 1967 seine anwaltliche Zulassung bei der Rechtsanwaltskammer (Inns of Court) von Inner Temple und nahm daraufhin eine Tätigkeit als Barrister auf. Für seine anwaltlichen Verdienste wurde er 1987 zum Kronanwalt (Queen’s Counsel) ernannt.
Nach zwanzigjähriger anwaltlicher Tätigkeit wechselte Wilson zugleich 1987 in den Richterdienst und war zunächst Recorder (Stadtrichter), ehe er am 20. April 1993 zum Richter in die Kammer für Familiensachen (Family Division) an dem für England und Wales zuständigen  High Court of Justice berufen wurde. Dieses Richteramt bekleidete Wilson, der 1993 zugleich zum Knight Bachelor geschlagen wurde und somit den Namenszusatz „Sir“ führte, bis zum 3. Oktober 2005. 1993 wurde er darüber hinaus sogenannter „Bencher“ der Anwaltskammer des Inner Temple.
Nach Beendigung der Richtertätigkeit am High Court of Justice erfolgte am 3. Oktober 2005 seine Berufung zum Richter (Lord Justice of Appeal) am Court of Appeal, dem für England und Wales zuständigen Appellationsgericht, an dem er bis zum 26. Mai 2011 tätig war. Daneben wurde er 2005 auch zum Privy Councillor ernannt.
Am 26. Mai 2011 wurde Wilson als Nachfolger von Mark Saville, Baron Saville of Newdigate zum Richter am Obersten Gerichtshof des Vereinigten Königreichs berufen. Zugleich erhielt er dadurch auf Lebenszeit den Höflichkeitstitel eines Lord Wilson of Culworth. Er schied am 9. Mai 2020 aus diesem Amt aus.